# Tim Meadows
Tim Meadows (5 de febrero de 1961 en Highland Park, Míchigan) es un humorista, músico y actor estadounidense.

## Biografía
Meadows nació en Highland Park, Míchigan, es hijo de Mardell, auxiliar de enfermería, y Lathon Meadows, un conserje. Después de estudiar actuación para la televisión y la radiodifusión en la Universidad Estatal de Wayne, Meadows comenzó a realizar la comedia de improvisación en el salón comedor de beneficencia. Meadows inicio en el mundo del espectáculo como miembro de The Second City, una compañía de comedia junto a futura estrella Chris Farley. En 1991, Meadows consiguió un lugar en Saturday Night Live y que llegaría a convertirse en un miembro del elenco desde hace mucho tiempo, aparece en el programa hasta el año 2000. Este fue el récord de la mayor antigüedad en el programa hasta que fue superado por Darrell Hammond en 2005. La larga tenencia de Meadows en el programa fue utilizado como una mordaza en tres monólogos, cuando los antiguos miembros del elenco Phil Hartman, Mike Myers y Alec Baldwin, Meadows regresó a la feria para recibir el elenco, por su anfitrión, por duodécima vez. 
En 1991, Meadows alcanzó el sueño de todo cómico del país cuando el productor Lorne Michaels le pidió que se incorporara a SNL como atracción especial. Candidato a un Emmy como parte del equipo de guionistas del programa en ese mismo mes, pasó a ser miembro del reparto dos años más tarde. En el año 2000, abandonó SNL para incorporarse a la plantilla de NBC en horario de máxima audiencia como miembro habitual del reparto de The Michael Richards Show, y en 2002 se incorporó al elenco de la comedia de situación de NBC Leap of Faith. 
Meadows se puede ver frecuentemente tocando en vivo en iO WEST junto a Heather Campbell y Miles Stroth en su programa improvisado Heather, Miles, and Tim. Recientemente, Meadows ha sido de nuevo actuando en la escena de improvisación de Chicago en el ImprovOlympic y otros lugares. Él tiene dos hijos llamados Julian y Isiah, con su esposa Michelle Taylor.

## Filmografía

### Cine
| Año  | Título                             | Personaje               | Notas            |
| ---- | ---------------------------------- | ----------------------- | ---------------- |
| 1993 | Coneheads                          | Athletic Cone           |                  |
| 1993 | Wayne's World 2                    | Sammy Davis, Jr.        |                  |
| 1994 | It's Pat                           | KVIB-FM Station Manager |                  |
| 2000 | The Ladies Man                     | Leon Phelps             | También escritor |
| 2003 | Wasabi Tuna                        | Dave                    |                  |
| 2004 | Mean Girls                         | Ron Duvall              |                  |
| 2004 | The Cookout                        | Primo Leroy             |                  |
| 2006 | The Benchwarmers                   | Wayne                   |                  |
| 2007 | Walk Hard: The Dewey Cox Story     | Sam McPherson           |                  |
| 2008 | Semi-Pro                           | Cornelius Banks         |                  |
| 2009 | Aliens in the Attic                | Doug Armstrong          |                  |
| 2010 | Grown Ups                          | Malcolm                 |                  |
| 2011 | Jack & Jill                        | Ted                     |                  |
| 2011 | Mean Girls 2                       | Ron Duval               |                  |
| 2013 | Grown Ups 2                        | Malcolm                 |                  |
| 2015 | Chasing Ghosts                     | Chris Brighton          |                  |
| 2015 | Trainwreck                         | Tim                     |                  |
| 2016 | Popstar: Never Stop Never Stopping | Harry Duggins           |                  |
| 2020 | Hubie Halloween                    | Sr. Lester Hennessey    |                  |
| 2023 | Dream Scenario                     | Brett                   |                  |
| 2024 | Mean Girls                         | Ron Duvall              |                  |

### Televisión
| Año           | Título                              | Personaje                          | Notas                                                                       |
| ------------- | ----------------------------------- | ---------------------------------- | --------------------------------------------------------------------------- |
| 1991–2000     | Saturday Night Live                 | Varios                             | Habitual, 184 episodios. También escritor                                   |
| 1997          | The Chris Rock Show                 | Rev. Barnett Reed                  | No acreditado. Episodio #2.1                                                |
| 1999          | Strangers with Candy                | Percy Kittens                      | Episodio: "Let Freedom Ring"                                                |
| 1999          | Olive, the Other Reindeer           | Richard Stands                     | Voz. Película de televisión                                                 |
| 2000          | The Michael Richards Show           | Kevin Blakeley                     | Habitual, 7 episodios                                                       |
| 2000–2001     | TV Funhouse                         | Varios                             | Voz. 2 Episodios                                                            |
| 2001          | Third Watch                         | Leroy Watkins                      | Episodio: "Exposing Faith"                                                  |
| 2001          | Three Days                          | Lionel, el Ángel                   | Película de televisión                                                      |
| 2002          | Leap of Faith                       | Lucas                              | 6 episodios                                                                 |
| 2003          | The Even Stevens Movie              | Miles McDermott                    | Película de televisión                                                      |
| 2004          | One on One                          | Leroy Ballard                      | Episodio: "You Don't Have to Go Home..."                                    |
| 2005          | Living with Fran                    | Greg Peters                        | 3 Episodios                                                                 |
| 2005          | The Office                          | Christian                          | Episodio: "The Client"                                                      |
| 2006          | Everybody Hates Chris               | Soul, profesor de tren             | Episodio: "Everybody Hates Corleone"                                        |
| 2006          | Lovespring International            | Joe Reynolds                       | Episodio: "The Sperminator"                                                 |
| 2006          | Reba                                | Steve Norris                       | Episodio: "Just Business"                                                   |
| 2006–2014     | The Colbert Report                  | P.K. Winsome                       | Recurrente, 11 Episodios                                                    |
| 2006          | Help Me Help You                    | Dr. Pete "Petey" Spiller           | 3 Episodios                                                                 |
| 2007          | According to Jim                    | Dennis                             | Episodio: "Hoosier Daddy"                                                   |
| 2007          | Shredderman Rules                   | Sr. Green                          | Película de televisión                                                      |
| 2007          | Curb Your Enthusiasm                | Hal                                | Episodio: "The Rat Dog"                                                     |
| 2007–2008     | Lil' Bush                           | Lil' Barack                        | Voz. 11 Episodios                                                           |
| 2007–2009     | The Bill Engvall Show               | Paul DuFrayne                      | Habitual de la serie, 23 episodios                                          |
| 2009–2012     | Easy to Assemble                    | Tim                                | 5 Episodios                                                                 |
| 2010–2011     | Glory Daze                          | Profesor Haines                    | Habitual de la serie, 8 episodios                                           |
| 2010          | Funny or Die Presents               | Skip Spence Raylon                 | Episodio: "The Carpet Brothers"                                             |
| 2010          | The New Adventures of Old Christine | Dr. Volk                           | 2 episodios                                                                 |
| 2011–2012     | The Life & Times of Tim             | Varios                             | Voz. 2 Episodios                                                            |
| 2012–2014     | Suburgatory                         | Edmond                             | 3 Episodios                                                                 |
| 2012–2015     | Mr. Box Office                      | Director Theodore Martin           | Habitual de la serie, 36 episodios                                          |
| 2012–presente | Bob's Burgers                       | Mike el cartero                    | Voz. 17 episodios                                                           |
| 2013          | 30 Rock                             | Martin Lutherking                  | Episodio: "Florida"                                                         |
| 2013          | Los hermanos Venture                | Wind Song                          | Voz. Episodio: "Sphinx Rising"                                              |
| 2013          | Comedy Bang! Bang!                  | J. Milo Beauregard                 | Episodio: "David Cross Wears a Red Polo Shirt & Brown Shoes with Red Laces" |
| 2013–2020     | The Goldbergs                       | Jonathan "Andre" Glascott          | Recurrente, 22 episodios                                                    |
| 2014–2015     | Marry Me                            | Kevin 1                            | Habitual de la serie, 14 episodios                                          |
| 2015          | The Spoils Before Dying             | Gary Dunhill                       | 4 episodios                                                                 |
| 2016          | Inside Amy Schumer                  | Ted                                | Episodio: "Madame President"                                                |
| 2016–2017     | Son of Zorn                         | Craig                              | Habitual de la serie, 13 episodios                                          |
| 2016          | Ask the StoryBots                   | Reindeer                           | Episodio: "Where Does Rain Come From?"                                      |
| 2016          | Tween Fest                          | Hologram Miles Davis               | Episodio: "Vape Battle of the Century"                                      |
| 2016          | The Late Show with Stephen Colbert  | P.K. Winsome                       | Episodio: "Ethan Hawke/Tim Meadows/Wilco/Nile Rodgers"                      |
| 2017, 2019    | Brooklyn Nine-Nine                  | Caleb John Gosche                  | 3 episodios                                                                 |
| 2017–present  | No Activity                         | Det. Judd Tolbeck                  | 20 episodios                                                                |
| 2017–2018     | Man with a Plan                     | Rudy                               | 4 episodios                                                                 |
| 2018          | Great News                          | Abogado                            | Episodio: "The Fast Track"                                                  |
| 2018          | Detroiters                          | Walt Worsch                        | Episodio: "April in the D"                                                  |
| 2018          | All About the Washingtons           | Él mismo                           | Episodio: "Sip Stop Hooray"                                                 |
| 2018          | Rob Riggle's Ski Master Academy     | Comisionado Lake                   | 4 episodios                                                                 |
| 2018          | Animals                             | Orville                            | Voz. Episodio: "Horses"                                                     |
| 2019–2020     | Schooled                            | Director Jonathan "Andre" Glascott | Personaje principal; spin-off de "The Goldbergs"                            |
| 2019          | Miracle Workers                     | Dave Shelby                        | Episodio: "6 Days"                                                          |
| 2019          | BoJack Horseman                     | Jameson's Dad                      | Voz. Episodio: "A Horse Walks into a Rehab"                                 |
| 2020          | Mapleworth Murders                  | Andy Hapsburg                      | 2 episodios                                                                 |
| 2019-presente | The Mandalorian                     | Captain                            | Temporada 3 - Episodio 5                                                    |

### Web
| Año  | Título                                  | Personaje | Notes       |
| ---- | --------------------------------------- | --------- | ----------- |
| 2019 | Ryan Hansen Solves Crimes on Television | Adam      | 3 Episodios |